# Göbekli Tepe
Göbekli Tepe på turkiska eller Girê Mirazan samt Xerawreşk på kurmanji, bland flera (se avsnittet etymologi), är en gammal kultplats från stenåldern belägen i den nordligaste delen av den bördiga halvmånen (dagens Turkiet), där en av mänsklighetens äldsta kända avancerade byggnadsverk av sten upptäckts. Byggnadsverket består av tempelbyggnader med unika stenskulpturer varav de äldsta verken på platsen har beräknats vara uppemot 11 500 år gamla som äldst, något som i dagsläget (2024) inte har direkta motsvarigheter i andra delar av världen. Verket är del av en rad liknande kultplatser i närområdet från ungefär samma period, såsom det något samtida Karahan Tepe(en) och det cirka 500 år äldre Boncuklu Tarla(en), med mera, en fornkultur som samlat kallas Taş Tepeler(en) på turkiska (”stenkullarna/stentopparna”).
Denna tidiga neolitiska helgedom ligger på toppen av en bergskedja 760 m över havet i sydöstra Anatolien, nordöst om den turkiska staden Şanlıurfa, i ett kurdiskbebott område. Den omfattar massiva stenar med uthuggningar och en imponerande lagerföljd, där det äldsta lagret beräknats ha anlagts som tidigast under mitten av 10:e årtusendet före Kristus. De monumentala strukturerna byggdes troligen innan människorna på platsen hade utvecklat metallverktyg eller sin egen keramik.
Fyndplatsen började grävas ut av tyska arkeologer 1994 under ledning av Klaus Schmidt vid det tyska arkeologiska institutet i Istanbul. Inga spår har hittats efter domesticerade växt- eller djurarter och all konsumtion synes basera sig på vilda arter. Ett särskilt intressant fynd är en form av enkornsvete, vars korn faller ur axet vid mognad. Fynden talar mot att det på platsen funnits jordbruk som föregick tempelbyggandet.

## Etymologi
Bland turkisktalande går platsen under namnet Göbekli Tepe (även stavat Göbeklitepe), vilket ungefär betyder "putmagad kulle" eller "putmagade kullen" (populärt översatt till "isterbukskullen"). Göbekli är en böjning av göbek, vilket är äldre och regional turkiska för bland annat navel eller svullen/gravid mage (putmage) etc, och används bland annat för att beskriva någon som tjock. Göbek härstammar möjligen från gebe som betyder höggravid eller svullen. Tepe härstammar från samma ord som "topp" (kulle/berg). Namnet Göbekli Tepe är en turkisk uppfinning som påtvingades den annars kurdiskbefolkade regionen på 1930-talet i politiskt syfte.
Bland den lokala kurmanjitalande (nordkurdiska) befolkningen går platsen under flera alternativa namn till Göbekli Tepe. Bland annat förekommer namnet Girê Navokê, vilket betyder "putmagade kullen", såsom det turkiska: Göbekli Tepe. Vanligast är dock att platsen kallas Girê Miradan eller Girê Mirazan (även stavat Girê Mîrazan), bådadera betydande ungefär "önskekullen" eller "mirakelkullen". Annars brukar platsen även kallas Xerawreşk i olika variationer (Xerabreşkê, Xirabreşkê, Xirawreşk, Khirabreshk, etc) efter den lokala byn vid samma namn, vilket betyder "svart ruin" på kurmanji.
Det är dock viktigt att understryka att platsens ursprungliga namn är okänt och att den arkeologiska lokalen inte har någon anknytning till dagens iransktalande (såsom kurmanji) eller turkisktalande kulturer, utan härrör från en period innan dessa folkgrupper migrerade till området.

## Upptäcktshistorik
Den kulle som utgör fyndplatsen noterades först i en arkeologisk översikt som 1964 utfördes av Istanbuls universitet och University of Chicago. Kartläggningen noterade att förhöjningen inte kunde vara en helt naturlig företeelse. Man antog att det låg en bysantinsk begravningsplats under den. Översikten noterade ett stort antal flintstenar, och närvaron av kalkstensskivor ansågs vara gravstenar. Kullen hade länge varit uppodlad; generationer av lokala invånare hade flyttat stenar och placerat dem i upplagshögar, och därmed förmodligen förstört en hel del arkeologiska belägg.
Schmidt, som 1994 arbetade vid Deutsches Archäologisches Institut, ingick i ett arkeologiskt arbetslag som arbetade i närheten men såg sig samtidigt om efter någon annan fyndplats att gräva ut under sin egen ledning. När han granskade litteraturen om omgivningarna hittade han Chicago-forskarnas korta beskrivning av Göbekli Tepe, och bestämde sig för att det vore värt en närmare titt. Senare hävdade han att han "inom ett par minuter" insett, att flintahögarna på ytan av tellen var förhistoriska. Påföljande år (1995) startade han utgrävning där i samarbete med det lokala Şanlıurfa-museet. Arbetslaget upptäckte snabbt T-formade pelare varav några synbarligen hade utsatts för försök att krossa dem, troligen av bönder som misstagit dem för vanliga stora stenar.
Schmidts och de flesta experters åsikt är att Göbekli Tepe är en bergskultplats från stenåldern. C14-metoden för datering liksom jämförande stilistisk analys indikerar att detta är en av de absolut äldsta kultplatser som hittills hittats. Schmidt menar att det som han kallar för "katedralen på kullen" var en pilgrimsdestination, som lockade till sig tillbedjare från upp till 160 km håll. Fynd av benrester i stort antal från slaktat lokalt villebråd som hjort, gasell, svin och gås har bestämts som avfall från jakt och matberedning, tillrett för de som sökt sig till platsen.

## Fyndplatsen

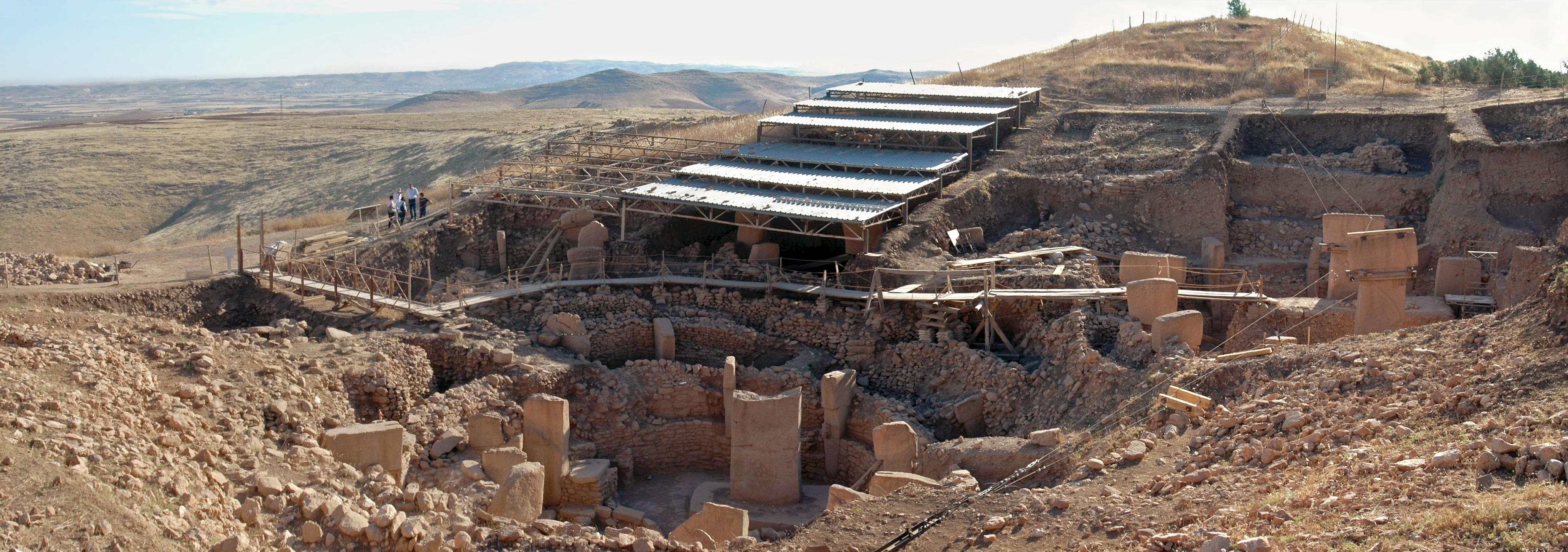
Utgrävningsplatsen Göbekli Tepe. Notera den omgivande kullen.

De gamla byggnadsverken vid Göbekli Tepe har grävts fram från under en kulle av det slag som arkeologerna kallar tell. Denna tell är runt 15 m hög och omkring 300 m i diameter.[källa behövs]
Platån som Göpekli Tepe befinner sig på har förändrats drastiskt sedan konstruktionen byggdes. De tre främsta omvandlingsprocesserna är: naturlig erosion, stenbrytning på stenåldern och senare stenbrytning. Från den senare stammar fyra 10 meter långa och runt 20 centimeter breda kanaler, som genomkorsar ett stort område av sydöstra platån. Dessa tolkas som rester av ett forntida stenbrott, varifrån man hämtat vinkelräta stenblock. Detta hör kanske ihop med en angränsande kvadratisk byggnad, av vilket man fortfarande kan se grunden. Denna byggnad har tolkats som ett romersk vakttorn som ingick i övervakningssystemet för ett av det Romerska rikets gränser, Limes Arabicus.

### Arkitektur

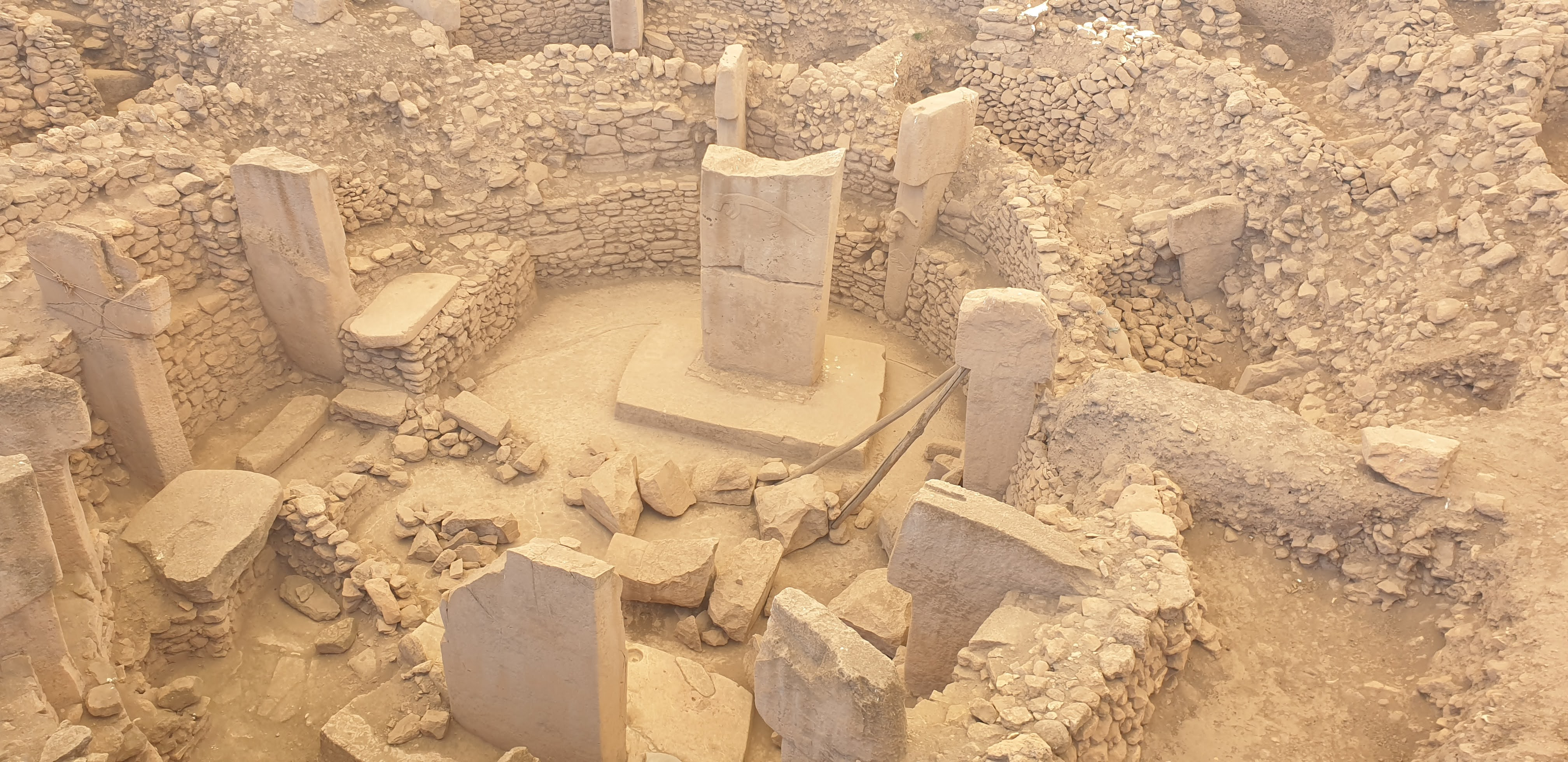
Göbekli Tepes äldsta skikt (skikt III) består av flera runda formationer med radade pelare.

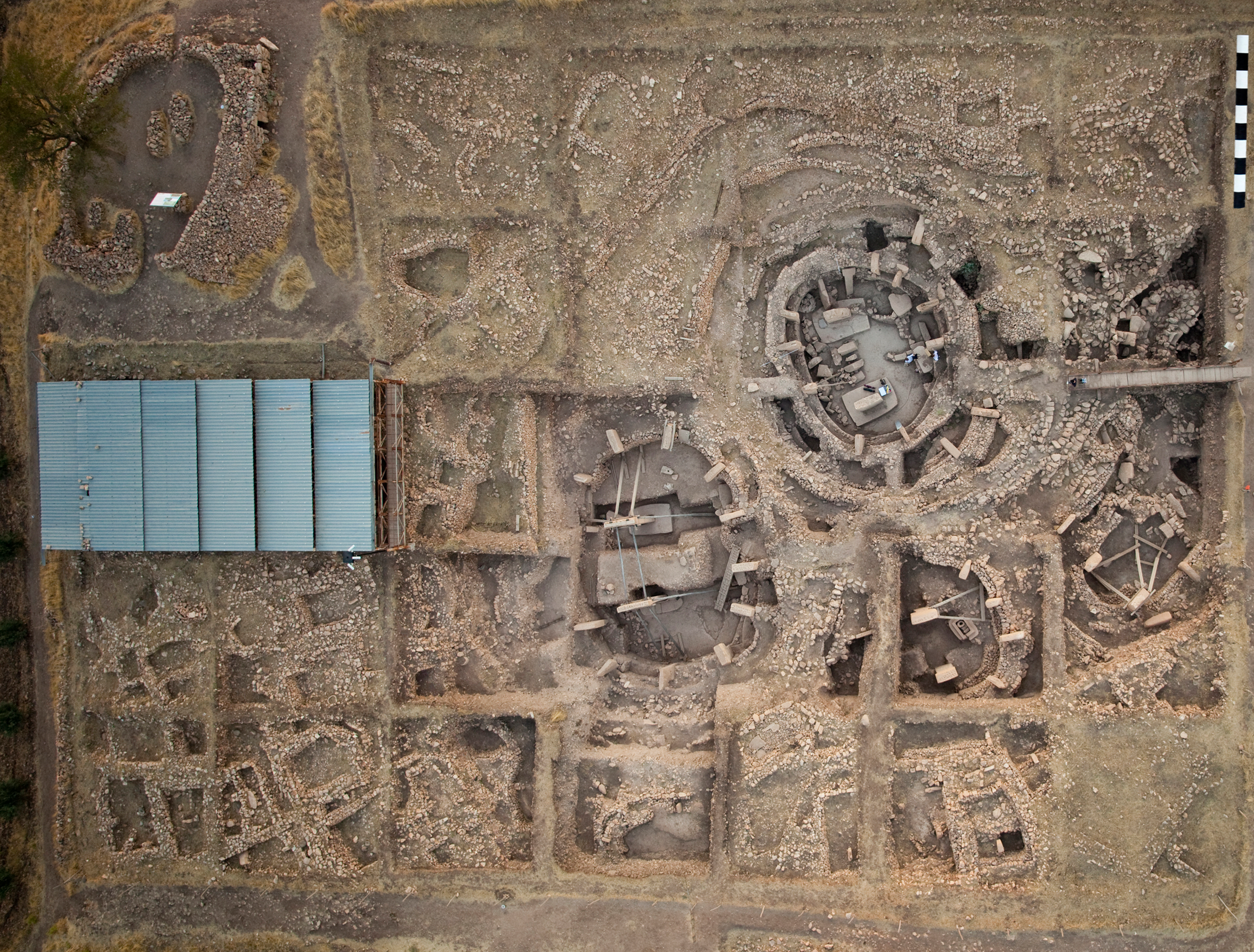
Flygfoto över utgrävningsområdet för anläggning A, B, C och D, med mera.

Göbekli Tepes arkitektur består av flera olika "anläggningar" och har således delats upp i sex delar: anläggning A, B, C, D, E och F, där de två sistnämnda ligger utanför den centrala fyndplatsen. Fyndplatsen har utöver detta tre huvudsakliga skikt i relation till ålder: skikt I, II och III, där det sistnämnda är det äldsta.
Byggnadsverken vid Göbekli Tepes består av flera olika formationer, de äldsta runda till formen. Utmärkande för arkitekturen är diverse ornamenterade T-formade stenmonoliter med räta vinklar och plana sidor av samma typ som hittats i bland annat Nevali Cori(en). De är gjorda av kalksten från ett stenbrott i närheten och förmodas var uthuggna med redskap av sten och ben, eftersom ordentlig metallurgi ännu var okänd. På monoliterna finns huggna bilder av diverse olika djur, såsom hunddjur, lejon, oxar, vildsvin, fåglar, ormar och skorpioner. Vissa är uthuggna i hög relief som statyer.

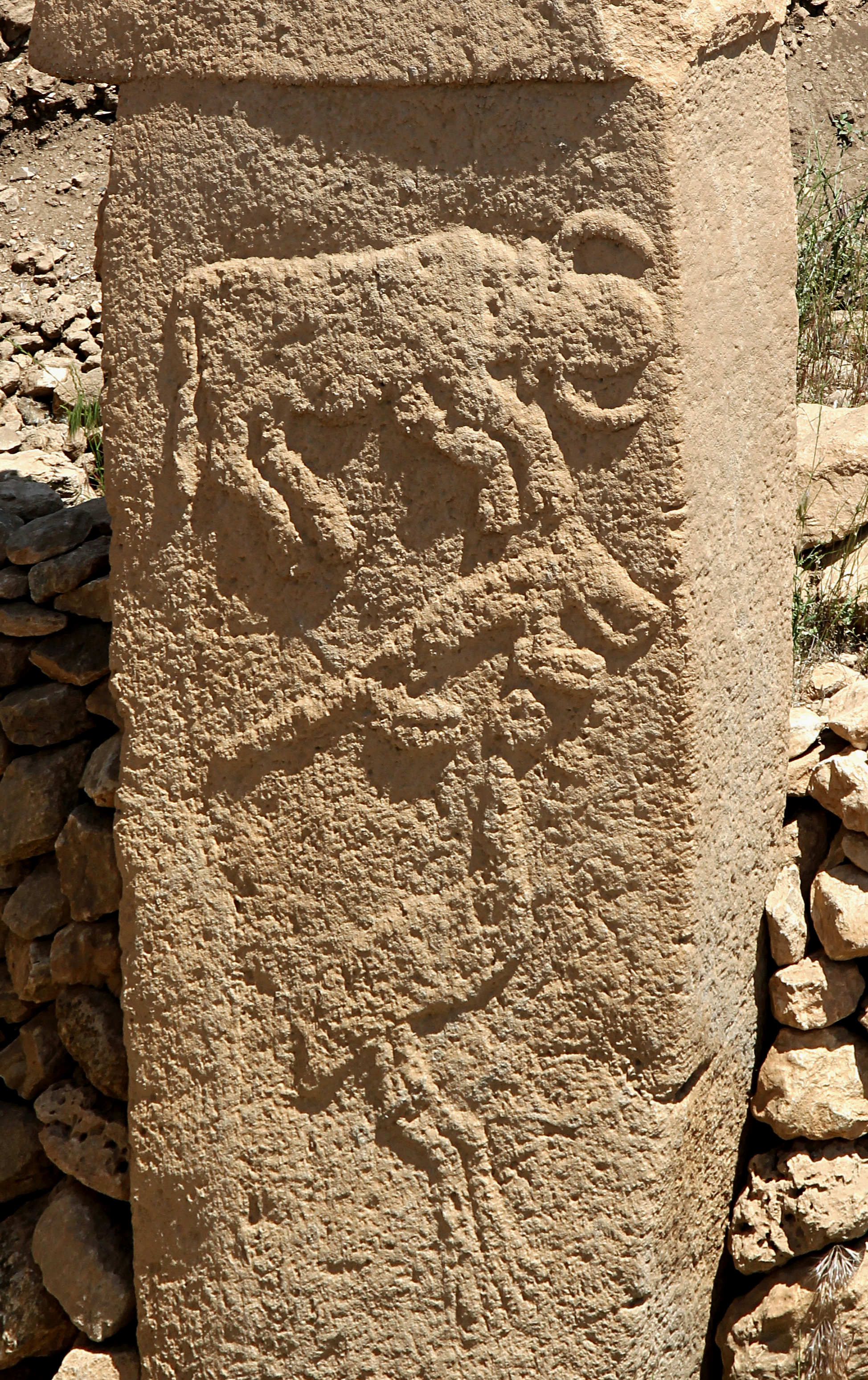
T-pelare från anläggning A.
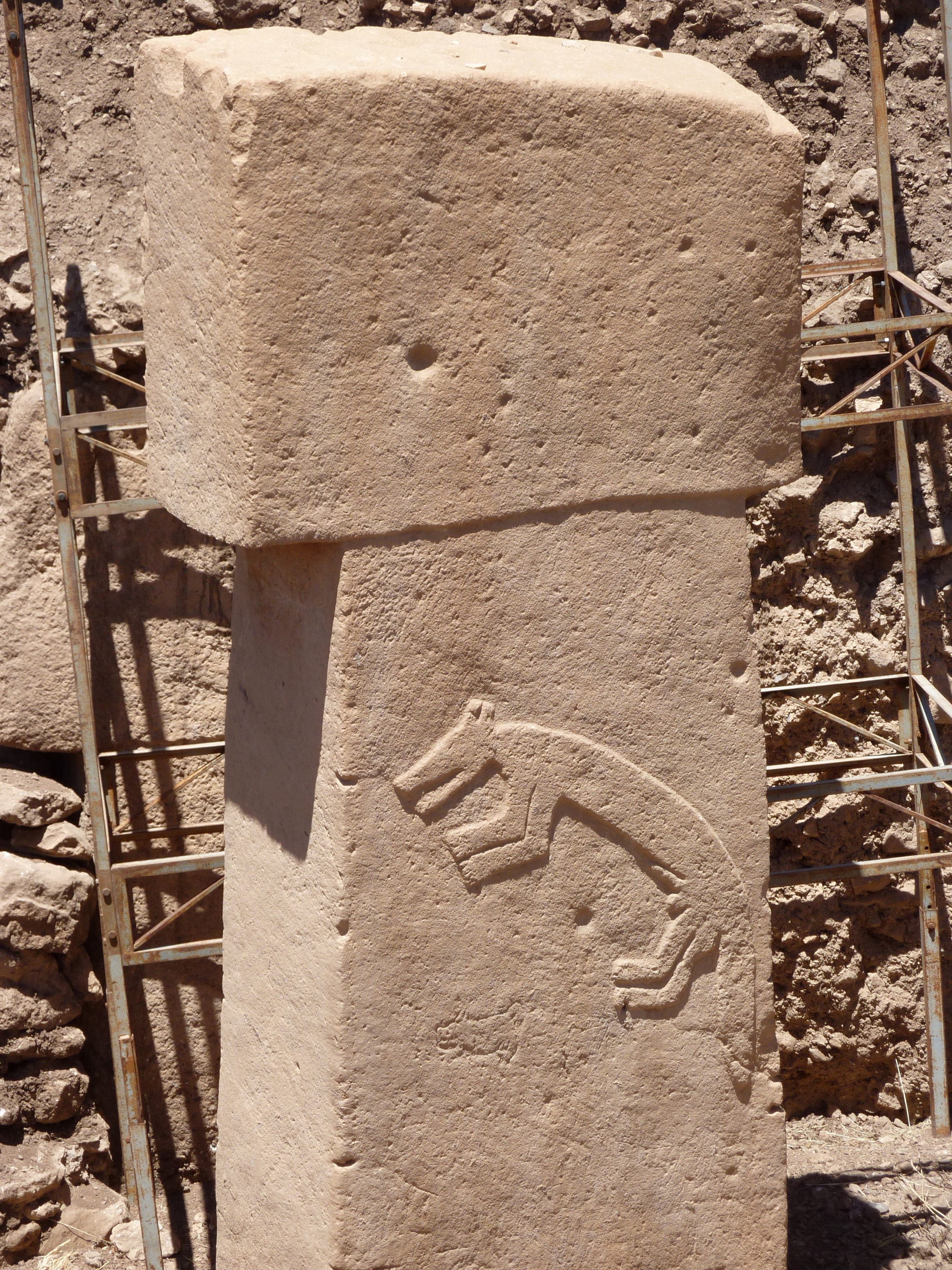
T-pelare från anläggning B.
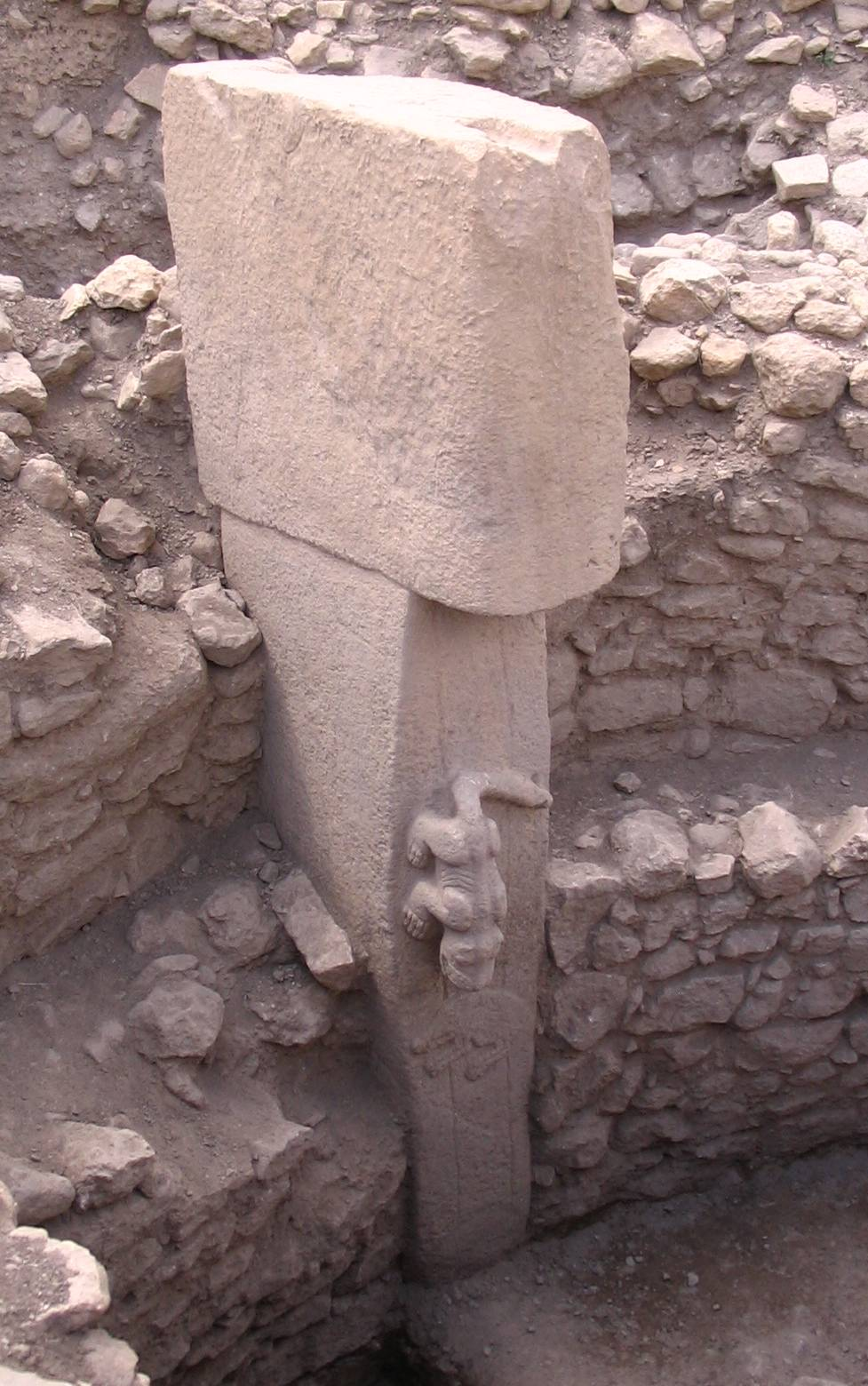
T-pelare från anläggning C.
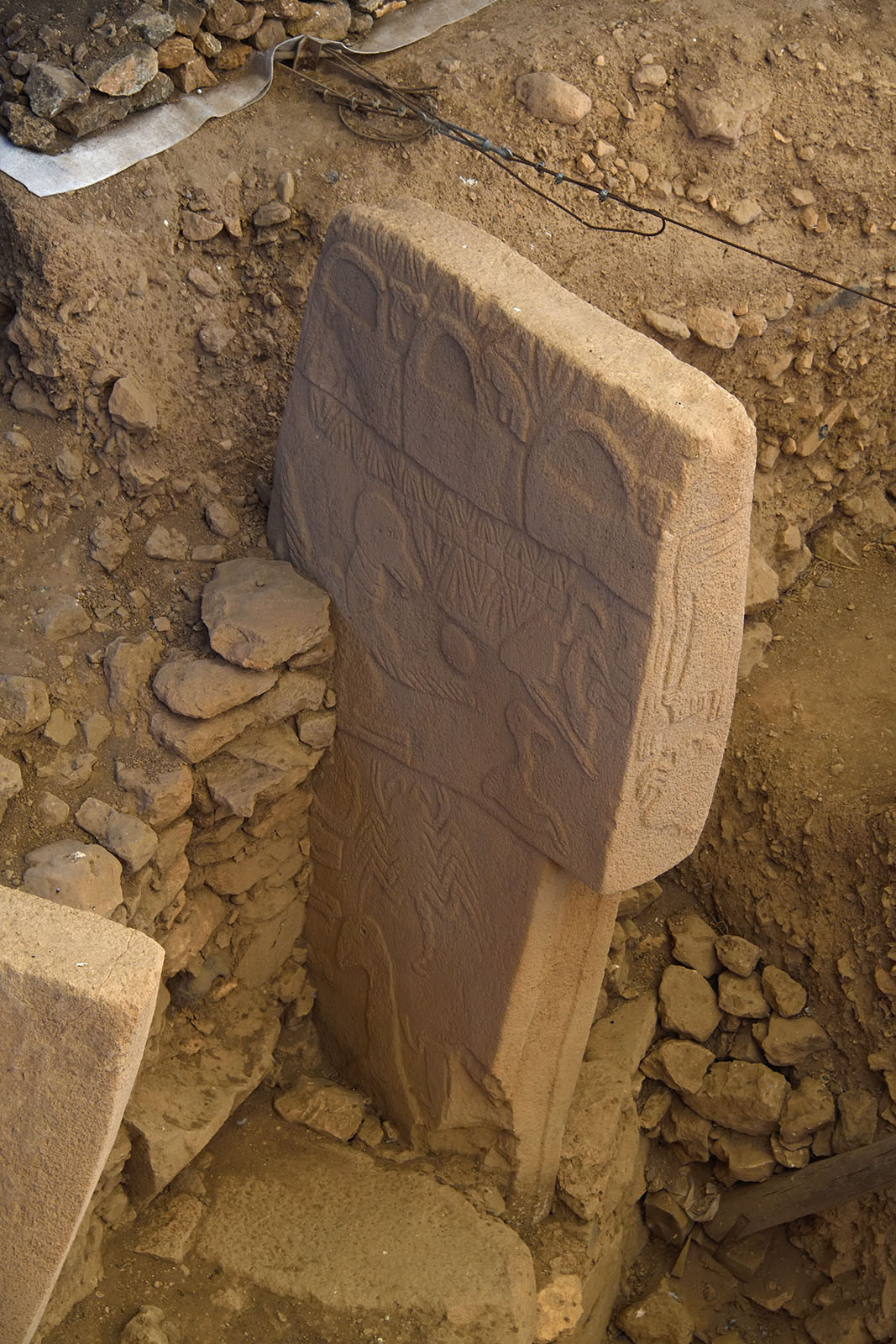
T-pelare från anläggning D.

## Betydelse för människans övergång till jordbruk
Övergången från jägar- och samlarsamhälle, där människan utgjorde en del av den lokala biotopen, till jordbrukssamhällen där människorna omformar biotoperna efter eget behov, kom efter den australiske arkeologen Gordon Childe att kallas för «den neolitiska revolutionen». Till en början[när?] antog forskarna att skiftet skedde snabbt, där åkerbruket kom först och städer skapades senare. Enligt nyare forskning var detta dock inte någon snabb revolution, utan en mer gradvis utveckling, i en stegvis övergång. Frågan är dock ännu inte utredd, och forskningen verkar i dag godta att orsakssammanhangena kan ha varit olika på skilda platser. Övergången kom att följas av en förändring i kulturen som helhet.
Förklaringsmodellerna för orsakerna till ett sådant skifte ägde rum har delats in i två huvudgrupper, de externa och interna. Den förra gruppen omfattar ett dussintal med benämningar som Oasteorin (1936), Bergsideteorin (1960), Avlingförsvarsteorin (1963), Befolkningsteorien (1968), Yngre dryas-teorien (1992 + 1995), Årstidsteorien (1991) och Konkurrensteorien (1999). Dessa teorier är "externa" så tillvida att de pekar på yttre förhållanden, där klimatförändringar tvingade eller motiverade människorna att intensifiera sin matproduktion genom att hålla sig med tamdjur. Befolkningsteorierna är vanskliga att dokumentera eller testa och har likt de övriga varit mindre relevanta för Göbekli Tepe. 

### Interna teorier

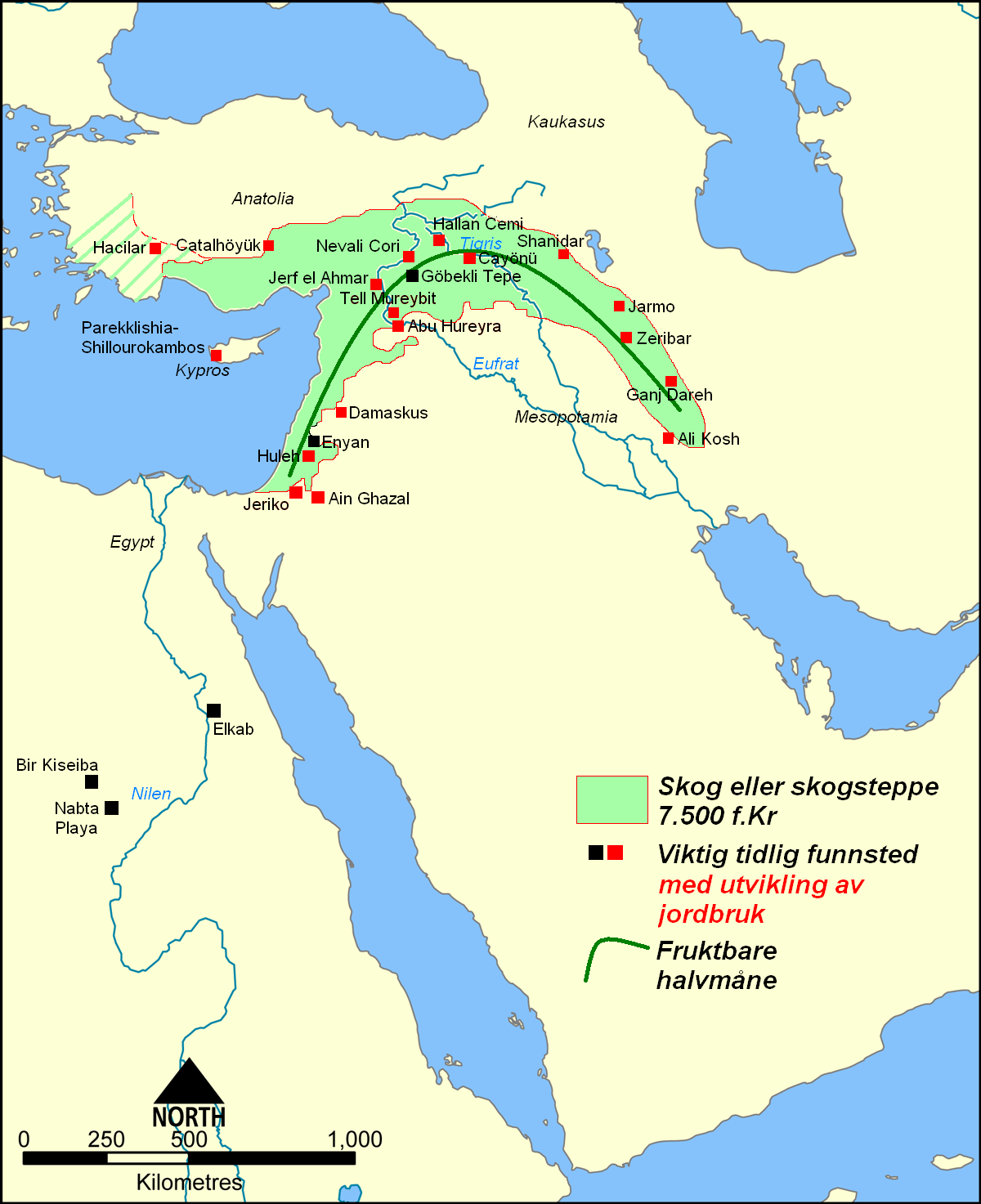
Karta över den bördiga halvmånen under sin äldsta period, här illustrerat genom skogstäckets utbredning plus de viktigaste arkeologiska fyndplatserna med bosättningar för 10 000 år sedan.

Trevor Watkins vid Universitetet i Edinburgh framhåller att verkligt utbredd odling av säd i någon nämnvärd omfattning i större delar den bördiga halvmånen uppstår tidigast först omkring 8 800 f.Kr. I så fall startade den intensivare odlingen först efter yngre dryas, kanske på grund av befolkningstryck eller andra sociala orsaker. Watkins med flera söker därför förklara skiftet från jägar- och samlarkultur till jordbruk på människans aktiva val, snarare än på faktorer utanför människans kontroll. Det är nu väl dokumenterat att bofast befolkning och byar fanns även före jordbruket. Eynan i Israel samt Hallan Çemi och Göbekli Tepe i Turkiet är bara tre exempel på permanent bosättning som uppstått före yngre dryas, utan odlingsjordbruk.
Teorin om social mobilisering: Chefsarkeologen vid Göbekli Tepe, Klaus Schmidt, antyder att de stora gemensamma ansträngningarna för att skapa de monumentala byggnaderna i Göbekli_Tepe kan ha stimulerat byarna i närområdet till att öka sin matproduktion, för att leverera till de människor som skapade byggnaderna.
Gäldteorin (1995): Arkeologen Brian Hayden har tolkat fynden i Göbekli Tepe enligt gäldteorin för framväxten av jordbruk i den bördiga halvmånen. Han menar att hierarki och samhällelig makt kom före jordbruket, och att ökande social konkurrens mellan tätare befolkade grupper av jägare, och mer fokus på gåvor och återgäld kan ha utvecklat hierarkisk lagdelning, som sedan kom att accelerera denna utveckling vid överskottsproduktion genom lantbruk.
Andra historiker har pekat på rent mentala utvecklingsdrag och -förutsättningar bakom jordbruksrevolutionen.
Göbekli Tepe är av speciellt intresse för gäldteorin med sina omkring 11 000 år gamla rester av imponerande gemensamma kultanläggningar och ceremonibyggnader för offentliga ritualer, samtidigt som inga spår finns efter domesticering av växter eller djur. Däremot har man liksom i Karacadag funnit väl så tidiga korn av odlat vete, vilka knyts till lokal försörjning av anläggningarna i Göbekli Tepe.